# Bromus morrisonensis
Bromus morrisonensis är en gräsart som beskrevs av Masaji Masazi Honda. Bromus morrisonensis ingår i släktet lostor, och familjen gräs. Inga underarter finns listade i Catalogue of Life.